# Dan Donegan
Dan Donegan föddes 1 augusti, 1968. Han är gitarrist i bandet Disturbed, som bildades 1996. Han började spela gitarr som tonåring och var med och startade bandet Vandal, som var ett pudelrock band. Han spelade först på gitarrer från Gibson och Paul Reed Smith men Washburn Guitars designade sedan en egen gitarrserie åt honom kallad Maya Series. Donegan spelar också en "Schecter Ultra Dan Donegan signature model".

## Diskografi (urval)
Vandal
- Better Days

Brawl
- Demo Tape (1994)

Disturbed
- The Sickness (2000)
- Believe (2002)
- Ten Thousand Fists (2005)
- Indestructible (2008)
- Asylum (2010)
- The Lost Children (2011)
- Immortalized (2015)

Fight or Flight
- A Life by Design? (2013)